# Meadowlands Arena
Meadowlands Arena (tidigare Brendan Byrne Arena (1981–1996), Continental Airlines Arena (1996–2007) och Izod Center (2007–2016)) är en inomhusarena i området Meadowlands Sports Complex i East Rutherford, New Jersey, USA. 
Arenan var hemmaarena för NBA-basketlaget New Jersey Nets från 1981 fram till 2010, då laget flyttade till Prudential Center i Newark, New Jersey. New Jersey Devils, som spelar i National Hockey League (NHL), hade arenan som sin hemmaarena 1982–2007, men flyttade till Prudential Center i Newark.
Arenans kapacitet varierade genom åren, mellan cirka 19 000–20 000 åskådare.

## Bildgalleri

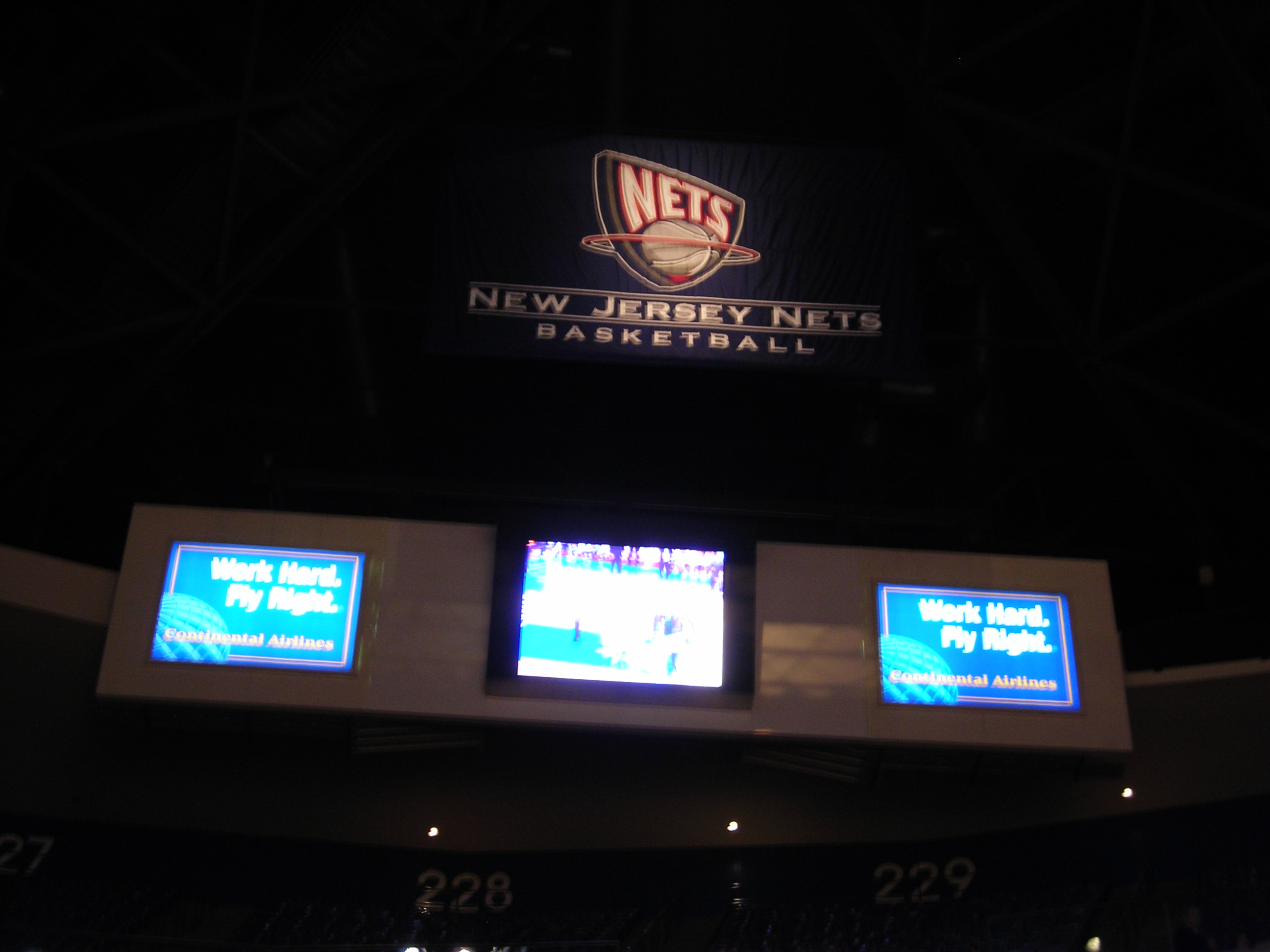
New Jersey Nets logotyp.
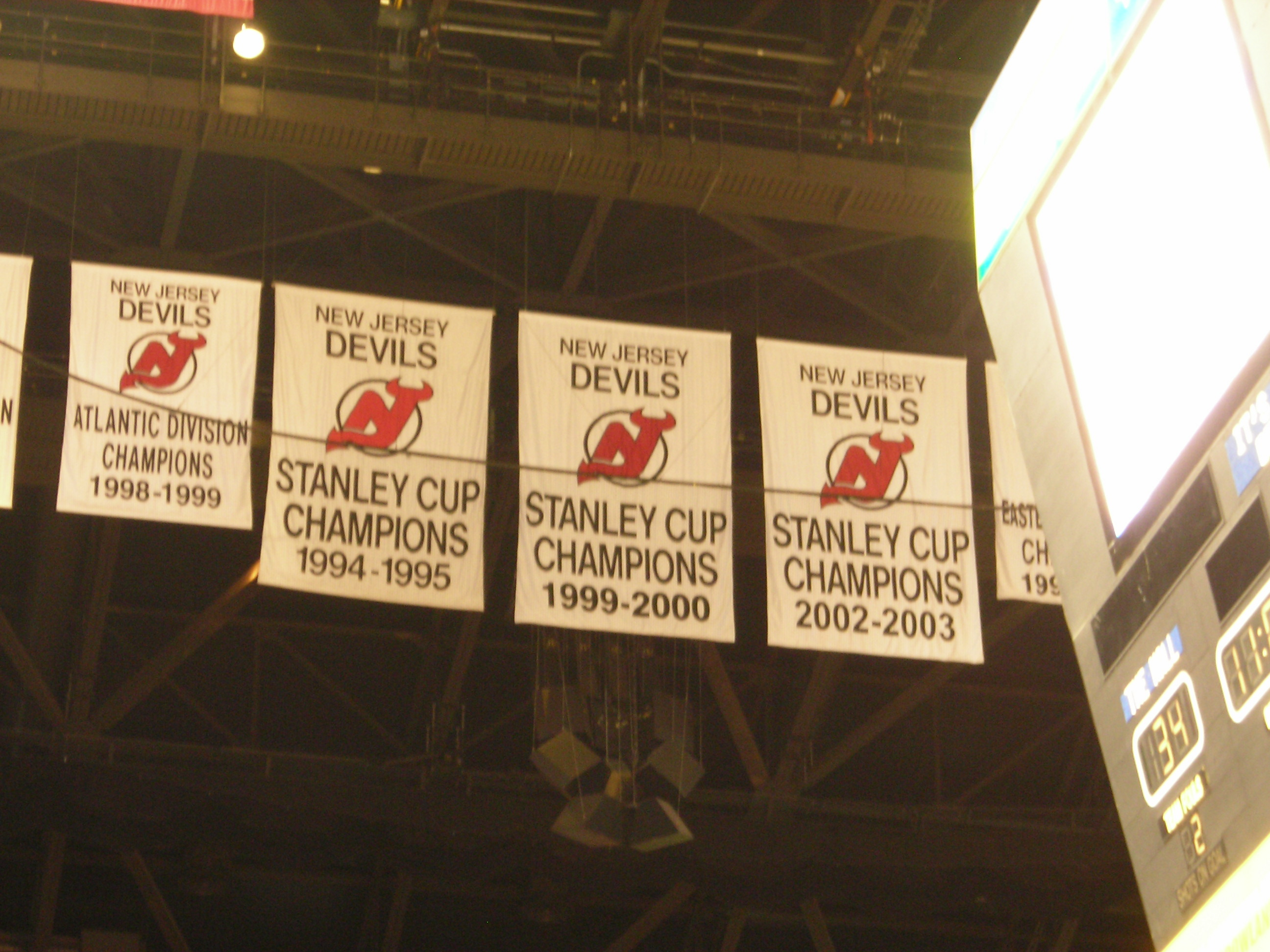
De titlar som New Jersey Devils tagit i arenan kan man se i taket.
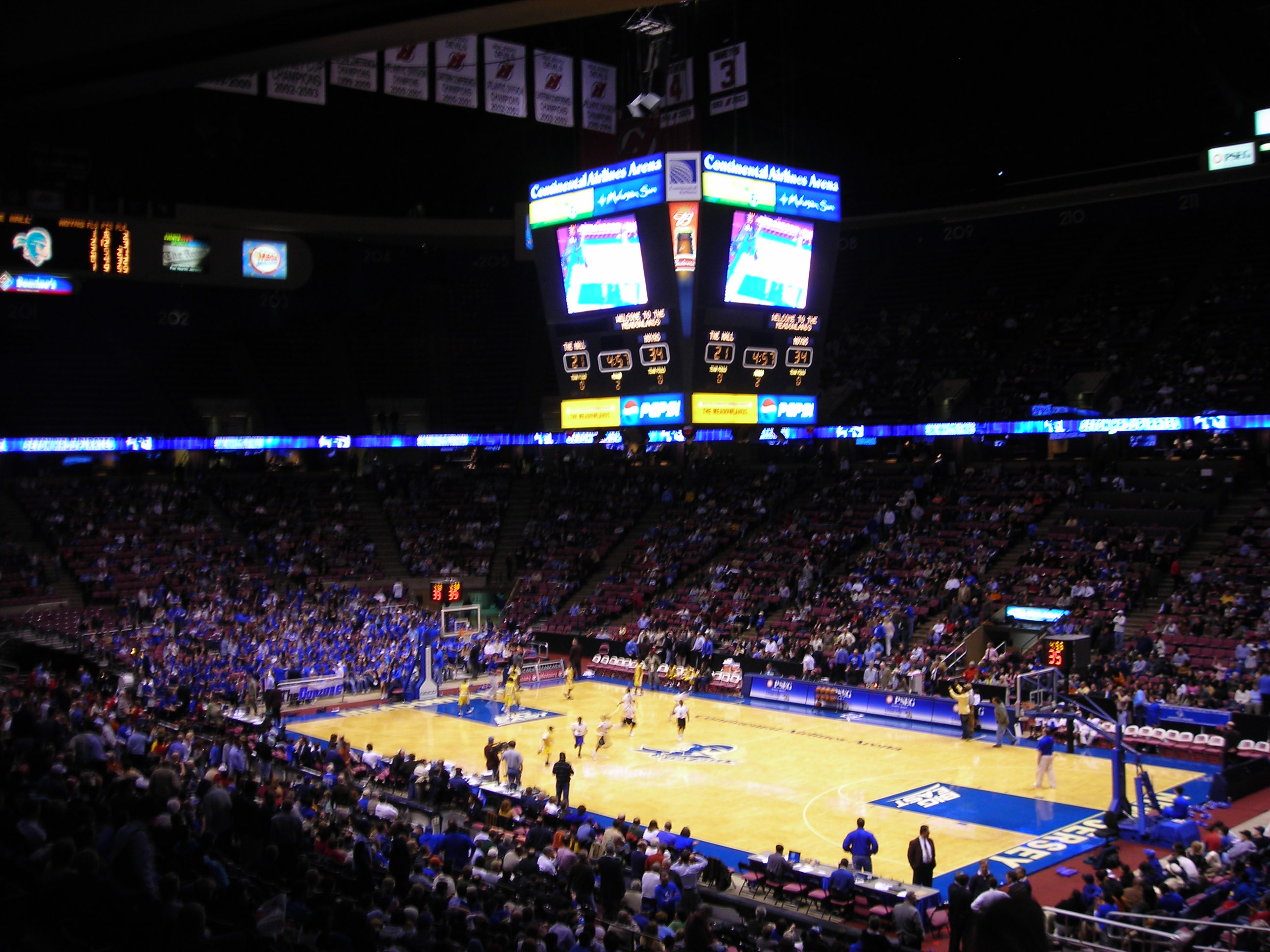
Basketmatch med New Jersey Nets, 2007.